# Alchemilla velibitica
Alchemilla velibitica é uma espécie de rosácea do gênero Alchemilla, pertencente à família Rosaceae.